# Strada Constantin Stere din Chișinău
Strada Constantin Stere (între sec. al XIX-lea și 1924 – str. Sțibikov; 1944-1990 – str. Fizkulturnikov) este o stradă din centrul istoric al Chișinăului. 
De-a lungul străzii sunt amplasate o serie de monumente de arhitectură și istorie (Casa individuală, nr. 1, Vila urbană, nr. 2, Casa individuală, nr. 8, Casa individuală, nr. 10,  etc), precum și clădiri administrative (Agenția pentru Ocuparea fortei de muncă Chișinău și altele). 
Strada începe de la intersecția cu str. Alexei Mateevici, încheindu-se la intersecția cu str. Alexei Șciusev.

## Legături externe
- Strada Constantin Stere din Chișinău la wikimapia.org